# Jean-Claude Galluchat
Jean-Claude Galluchat, né le 16 janvier 1689 à Lyon et mort le 8 mars 1774 à Paris, est un maître gainier parisien du XVIIIe siècle, dont l'atelier se situait quai des Morfondus. Fils d'un maître écrivain de Lyon originaire de Jujurieux (Ain), il arrive à Paris vers 1705 pour apprendre le métier de gainier. Il se marie en 1710 avec Marguerite Mercier, dont il a un fils, Denis Claude (Paris, ? - 13 janvier 1773) qui reprend le fond paternel en 1746, et une fille, Marguerite Anne, mariée à un maître fondeur spécialisé en instrument de mathématiques.

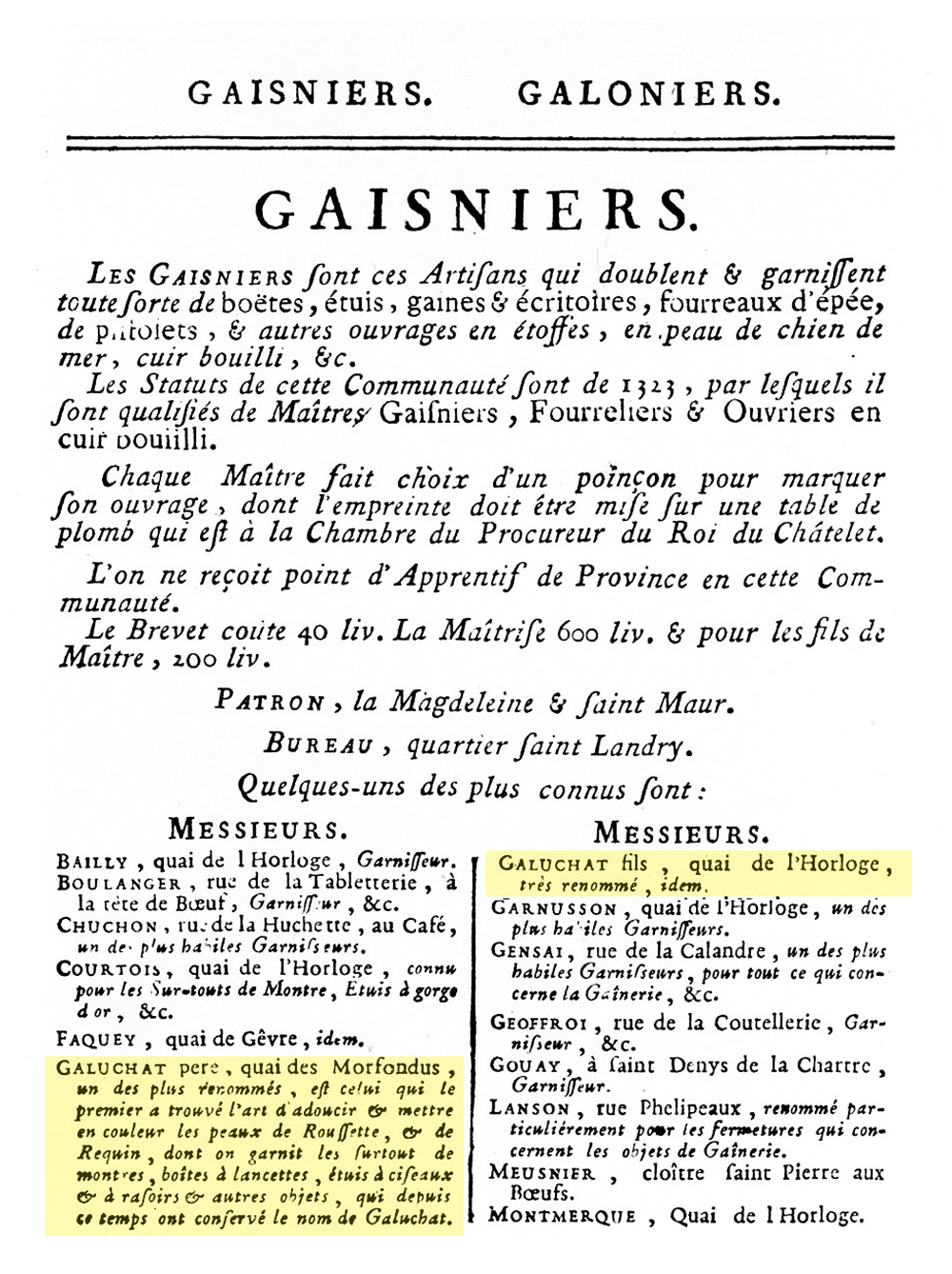
Almanach de 1769.

## Réalisations
On lui doit surtout la découverte d’un procédé de tannage pour adoucir le galuchat, consistant à affiner la peau par l’usage de grès et de pierre ponce, mais en plus à le colorer. Il a certainement découvert ce procédé vers 1748, car l’un des premiers objets achetés par Madame de Pompadour le fut cette année-là. 
Madame de Pompadour fit sa renommée par ses commandes, car elle fut grande amoureuse de cette matière.
Le nom Galluchat fut déformé par inadvertance en Galuchat avec un seul « L »  dès 1755.
Denis Claude Galluchat continua le travail de son père quai de l'Horloge, à l’extrémité du quai des Morfondus. Dans le Paris de cette époque, de nombreux ateliers d'orfèvres et de gainiers se situaient dans le quartier de la Tour de l'Horloge du Palais, par le quai des Mégissiers, le quai des Morfondus se prolongeant par le quai de l'Horloge.
La légende selon laquelle Jean-Claude Galluchat fut gainier attitré du roi Louis XV est fausse. Il est vrai, par contre, qu'il jouissait de grands privilèges de la part du roi et de grande renommée en la ville de Paris. Mais, le titre de « gainier du roi » n'a jamais été octroyé en France. Pour seule raison des privilèges accordés aux relieurs à travers le titre de « relieur du roi », qui firent manigances contre les gainiers.